# Funny Games (pel·lícula de 1997)
Funny Games és un thriller austríac dirigit per Michael Haneke, estrenat l'any 1997. Ha estat doblada al català.
El 2007, Michael Haneke realitza un remake del seu propi film, titulat també Funny Games.

## Argument
Una parella (Anna, Georges Farber), el seu fill (que també es diu Georges) i el seu gos marxen a passar uns dies a la seva casa de camp prop d'un llac, però no se sap pas a quin país.
Quan passen per davant la casa dels seus veïns, que coneixen i amb qui juguen a golf, es sorprenen de la presència de dos joves que conversen amb aquests veïns.
Tot just quan arriben a casa, un d'aquests dos joves que és ros i amb un lleuger sobrepès, ve a demanar-los un favor: quatre ous per donar-los als veïns.

## Repartiment
- Susanne Lothar: Anna
- Ulrich Mühe: Georg
- Arno Frisch: Paul
- Frank Giering: Peter
- Stefan Clapczynski: Schorschi
- Doris Kunstmann: Gerda
- Christoph Bantzer: Fred
- Wolfgang Glück: Robert
- Susanne Meneghel: la germana de Gerda
- Monika Zallinger: Eva

## Al voltant del film
- Aquest film ha estat fortament controvertit en el moment de la seva estrena a causa de la seva violència « realista ». Aquí, les lleis tradicionals del film són posades a dura prova, segons el parer del mateix realitzador.
- L'esquema general de la intriga (un començament extremadament plàcid, el naixement d'un cert malestar, a continuació un increment de la violència de la qual és impossible saber fins on arribarà) no sense recordar el del film de Sam Peckinpah Els gossos de palla. Altres elements com la casa, el llac, l'arribada de dos « visitants », fan recordar sens dubte el film The Visitors (1972) d'Elia Kazan.
- Al principi, Haneke pensa ja en Isabelle Huppert (que dirigirà a la Pianista, El Temps del llop i Amor) pel paper de la mare, però el rebutja, perquè creu que és una pel·lícula massa experimental.[3]
- Tot i que el film va desencadenar una forta polèmica durant la presentació al 50è Festival de Canes, va esdevenir, anys després, en una obra de culte. El realitzador lamenta la polèmica perquè, segons ell, es tracta d'un malentès: les situacions de violència insostenible i tensió asfixiant, destil·len una angoixa i un greu malestar que el fa més seductor, per al públic jove, que no pas una pel·lícula de terror convencional. Aquesta confusió entre el continent i el contingut, i l'atracció de la imatge-xoc en detriment del missatge de fons. No obstant això, amb el temps, venen ganes de destruir aquest film i declinar-ne la responsabilitat.[4]
- Haneke ha realitzat un remake del seu propi film, estrenat el 2007: Funny Games, amb Naomi Watts, Tim Roth i Michael Pitt.

## Banda sonora original
- Händel: Care selve
- Pietro Mascagni: Tu qui santuzza
- Mozart: Quintett für Klarinette, 2 Violinen, Viala und Violoncello
- John Zorn: Bonehead & Hellraiser (John Zorn ha utilitzat el sample de la veu d'Anna quan crida « Auxili » (davant el portal intentant escapar-se), durant la peça Bonehead)
- Frank Jonko Band: Water

## Festivals
- Ramdam Festival - Edició 2015: Premi del públic pel film més molest de la categoria Retrospectiva,
- Crítica
  - "D'una terrible lucidesa"[5]
  - "Angoixant i insòlit thriller macabre, molt valorat per la crítica"[6]
  - "Brillant, radical, provocativa... és una obra mestra"[7]